# David C. Taylor
Pour les articles homonymes, voir David Taylor.
David C. Taylor, né en 1944 à New York, est un romancier, nouvelliste, scénariste, producteur de théâtre et de cinéma américain, également auteur de deux romans policiers.

## Biographie
David C. Taylor fait des études à l'université Yale. Après l'obtention d'un diplôme, il rejoint le Corps de la Paix et passe deux ans aux Îles Marshall. Il travaille ensuite à New York comme enseignant, avant de déménager à Madrid, en Espagne, pour se consacrer un temps à l'écriture.
Il rentre à New York pour occuper un emploi de barman dans un boîte de Greenwich Village, mais tombe amoureux d'une violoncelliste qu'il suit à Vienne, en Autriche, pendant deux ans avant de l'épouser. Déçu par ce que lui rapporte la publication de nouvelles, il s'installe avec sa femme à Los Angeles et travaille comme scénariste et producteur de documentaires pendant une vingtaine d'années. Fils du dramaturge et scénariste Samuel A. Taylor, il multiplie les contacts dans le milieu culturel américain et devient producteur de plusieurs comédies musicales sur Broadway, dont Cats, et de spectacles Off-Broadway.
Il publie en 2015 son premier roman, Night Life, lauréat du prix Nero 2016. C'est le premier volume d'une série ayant pour héros Michael Cassidy, un policier du NYPD dans les années 1950.

## Œuvre

### Romans

#### SérieMichael Cassidy
- Night Life (2015)
- Night Work (2016)
- Night Watch (2019)

### Nouvelles
- A Time of Light and Darkness (1971)
- Journey to a Dance of Death (1972)

## Prix et distinctions

### Prix
- Prix Nero 2016 pour Night Life[1]

### Nomination
- Prix Edgar-Allan-Poe 2016 du meilleur roman pour Night Life[2]